# Bataille de Noville
Guerres de Lembeek
La bataille de Noville (parfois orthographiée bataille de Neuville) est un épisode des guerres de Lembeek qui voit le comte Baudouin V de Hainaut défaire une coalition de Basse-Lotharingie menée par Henri III de Limbourg, le 1er aout 1194 à Noville-sur-Mehaigne (dans l'actuelle commune belge d'Éghezée),.

## Contexte
En quelques années, le comte Baudouin V de Hainaut passe de vassal assez mineur de l'ancienne Basse-Lotharingie, à la frontière entre le Saint-Empire romain germanique et le Royaume de France, à l'un des souverains les plus puissants de cette région : vers 1188, il hérite de son oncle Henri l'Aveugle, comte de Luxembourg, du comté de Namur et, en 1191, du comté de Flandre par son mariage avec Marguerite d'Alsace. Cette montée en puissance de Baudouin conduit les autres princes de Basse-Lorraine à s'unir sous l'égide d'Henri l'Aveugle et des ducs Henri III de Limbourg et Henri Ier de Brabant.
Les tensions politiques aboutissent finalement à l'éclatement des hostilités en 1193, après l'élection épiscopale à Liège, au cours de laquelle le duc de Limbourg fait élire l'un de ses fils, Simon, ce qui est contraire au droit canonique. Le diocèse de Liège étant le seigneur féodal séculier du comté de Hainaut, le comte Baudouin V rejoint naturellement les opposants à cette élection, soutenus par le pape Célestin III. Le conflit est finalement résolu par les armes lorsque la coalition contre Baudoin avec une armée dirigée par le duc de Limbourg envahit la région de Namur et est contrainte au combat le 1er août 1194 à Noville-sur-Mehaigne.

## Déroulement
Prennent part à la bataille :
| Maison de Flandre                                                                                                 | Coalition de Basse-Lotharingie |
| --- | --- |
| Le comte Baudouin V de Hainaut Baudouin VI de Hainaut Robert de Wavrin, sénéchal de Flandre Nicolas IV de Rumigny | Le duc Henri III de Limbourg Henri de Limbourg (nl) Waléran III de Limbourg Simon de Limbourg, prince-évêque de Liège Le comte Frédéric III de Vianden (nl) Le comte Albert II de Dabo-Moha Gérard de Juliers |

Aucun récit détaillé du déroulement de la bataille n'est parvenu jusqu'à nous. Les seules informations à disposition sont que le comte de Hainaut, malgré l'infériorité numérique de ses troupes, est parvenu à remporté une victoire totale au cri de « Hainaut au noble comte ! », tandis que dans le camp des Lotharingiens, beaucoup ont trouvé la mort. Le duc de Limbourg et son fils aîné sont faits prisonniers et seront plus tard libérés contre rançon, tandis que d'autres nobles sont parvenus à fuir.

## Conséquences
Avec cette victoire, Baudouin V de Hainaut réussit à conserver son territoire. En revanche, son oncle, Henri l'Aveugle, doit accepter la perte irréparable de son patrimoine ancestral, notamment le comté de Namur : à sa mort, en 1196, il ne laisse que le duché de Luxembourg à sa jeune héritière Ermesinde.
Dans le même temps, la bataille de Noville décide de la lutte d'investiture dans le diocèse de Liège, car en 1195, Simon de Limbourg doit renoncer à sa charge de prince-évêque.

## Sources
La source principale sur la bataille de Noville est la Chronicon Hanoniense (en français : Chronique du Hainaut) de Gilbert de Mons, qui était chancelier à la cour de Baudouin V.